# Paramacroxiphus bifasciatus
Paramacroxiphus bifasciatus är en insektsart som beskrevs av Sigfrid Ingrisch 2008. Paramacroxiphus bifasciatus ingår i släktet Paramacroxiphus och familjen vårtbitare. Inga underarter finns listade i Catalogue of Life.